# Kelurahan Kampungbaru (administrativ by i Indonesien, Nusa Tenggara Timur, lat -9,63, long 119,42)
Kelurahan Kampungbaru är en administrativ by i Indonesien.   Den ligger i provinsen Nusa Tenggara Timur, i den södra delen av landet, 1 400 km öster om huvudstaden Jakarta. Kelurahan Kampungbaru ligger på ön Pulau Sumba.